# Silver Bowl 1988
Der Silver Bowl 1988 im Badminton fanden Mitte 1988 in Melbourne statt.

## Finalergebnisse
| Disziplin    | Sieger                         | Finalist                     | Ergebnis          |
| ------------ | ------------------------------ | ---------------------------- | ----------------- |
| Herreneinzel | Wei Yan                        | Yeung Yik Kei                | 15–8, 15–7        |
| Dameneinzel  | Chan Man Wa                    | Pan Li                       | 11–9, 11–3        |
| Herrendoppel | Gordon Lang Michael Scandolera | Peter Roberts Gary Silvester | 17–16, 17–15      |
| Damendoppel  | Lin Ying Pan Li                | Lisa Bryant Tracey Small     | 15–5, 10–15, 15–6 |